# شعب تاوسوغ
التاوسوغ أو السولوك، هم مجموعة عرقية توجد في الفلبين وماليزيا وإندونيسيا.التاوسوغيين يعتبرون جزءًا من الهوية السياسية الأوسع لمسلمي مينداناو، سولو، بالاوان. تحول معظم التاوسوغيين إلى دين الإسلام الذي يُعرف أتباعه الآن باسم مجموعة المورو، الذين يشكلون ثالث أكبر مجموعة عرقية ميندناو وسولو وبالاوان. كان لتاوسوغ في الأصل دولة مستقلة تعرف باسم سلطنة سولو، التي كانت ذات يوم تمارس السيادة على مقاطعات باسيلان، بالاوان، سولو ، تاوي تاوي، ومدينة زامبوانجا، والجزء الشرقي من ولاية صباح الماليزية (شمال بورنيو سابقًا) وكالمنتان الشمالية في إندونيسيا.